# Google Tensor
Google Tensor es una serie de procesadores de sistema en un chip (SoC) basados en ARM64 diseñados por Google para sus dispositivos Pixel. Se conceptualizó originalmente en 2016, tras la introducción del primer teléfono inteligente Pixel, aunque el trabajo de desarrollo real no estuvo en pleno apogeo hasta 2020. El chip Tensor de primera generación debutó en la serie de teléfonos inteligentes Pixel 6 en 2021, siendo reemplazado por el chip Tensor G2 en las series de teléfonos inteligentes Pixel 7 y Pixel 7 Pro en 2022 y, posteriormente, por el Tensor G3 con los Pixel 8 y Pixel 8 Pro de 2023. Tensor ha sido en general bien recibido por la crítica.

## Desarrollo

### Fondo
El desarrollo de un sistema en un chip (SoC por sus siglas en ingés) diseñado por Google comenzó a mediados de abril de 2016, después de la introducción del primer smartphone Pixel de la compañía, aunque el entonces director ejecutivo de Google, Sundar Pichai, y el entonces jefe de hardware, Rick Osterloh, coincidieron en que probablemente llevaría un largo período de tiempo antes de que el producto estuviera listo. Al año siguiente, la división de hardware de la compañía reunió un equipo de 76 investigadores de semiconductores especializados en inteligencia artificial (IA) y aprendizaje automático (ML), que desde entonces ha aumentado de tamaño, para trabajar en el chip. A partir de 2017, Google comenzó a incluir coprocesadores diseñados a medida en sus teléfonos inteligentes Pixel, concretamente el Pixel Visual Core en las series Pixel 2 y Pixel 3 y el Pixel Neural Core en la serie Pixel 4 .  
En abril de 2020, la compañía había logrado «progresos significativos» hacia un procesador basado en ARM personalizado para sus dispositivos Pixel y Chromebook, con el nombre en código «Whitechapel». En la llamada trimestral a inversionistas sobre ganancias de la empresa matriz de Google, Alphabet Inc., en octubre, Pichai expresó entusiasmo por las «inversiones más profundas» de la compañía en hardware, que algunos interpretaron como una alusión a Whitechapel. El Neural Core no se incluyó en el Pixel 5, que se lanzó en 2020; Google explicó que el SoC Snapdragon 765G del teléfono ya logró el rendimiento de la cámara que la compañía buscaba. En abril de 2021, se informó que Whitechapel impulsaría los próximos teléfonos inteligentes Pixel de Google. 
Google presentó oficialmente el chip, llamado Tensor, en agosto, como parte de una vista previa de sus teléfonos inteligentes Pixel 6 y Pixel 6 Pro. Los teléfonos inteligentes Pixel anteriores habían utilizado chips Qualcomm Snapdragon, y el Pixel 5a de 2021 fue el último teléfono Pixel en hacerlo. Más tarde, Pichai señaló indirectamente que el desarrollo de Tensor y Pixel 6 dio como resultado más soluciones disponibles para teléfonos Pixel lanzadas en 2020 y principios de 2021. En septiembre de 2022, The Verge informó que un sucesor de la computadora portátil Pixelbook con tecnología Tensor con un lanzamiento planificado para 2023 había sido cancelado debido a medidas de reducción de costos. 

### Diseño
Tensor es una referencia a las tecnologías TensorFlow y Tensor Processing Unit de Google, y el chip es desarrollado por el equipo de Google Silicon ubicado dentro de la división de hardware de la compañía, dirigido por el vicepresidente y gerente general Phil Carmack junto con la directora senior Monika Gupta, en conjunto con la división de Investigación de Google. 
La microarquitectura de Tensor consta de dos núcleos grandes, dos núcleos medianos y cuatro núcleos pequeños; Esta disposición es inusual para los SoC de ocho núcleos, que normalmente solo tienen un núcleo grande. Carmack explicó que esto era para que Tensor pudiera seguir siendo eficiente en cargas de trabajo intensas ejecutando ambos núcleos grandes simultáneamente a baja frecuencia para administrar los distintos coprocesadores. Osterloh ha declarado que el rendimiento de Tensor es difícil de cuantificar utilizando puntos de referencia sintéticos, pero debería caracterizarse por las muchas capacidades de aprendizaje automático que permite, como el reconocimiento de voz avanzado, traducción de idiomas en tiempo real, la capacidad de desenfocar fotografías y procesamiento cuadro por cuadro similar a HDR para videos. 

## Modelos
|              |                        | G1 (original)                                                                      | G2                                                                                  | G3                                                          |
| ------------ | ---------------------- | ---------------------------------------------------------------------------------- | ----------------------------------------------------------------------------------- | ----------------------------------------------------------- |
| SoC          | Fecha de lanzamiento   | 19 de octubre de 2021                                                              | 6 de octubre de 2022                                                                | 12 de octubre de 2023                                       |
| SoC          | Número de modelo       | GS101 (S5P9845)                                                                    | GS201 (S5P9855)                                                                     | ?                                                           |
| SoC          | Nombre clave           | Whitechapel                                                                        | Cloudripper                                                                         | Redondo                                                     |
| SoC          | Fabricación            | 5 nm LPE                                                                           | 5 nm                                                                                | 4 nm                                                        |
| SoC          | Fabricante             | Samsung                                                                            | Samsung                                                                             | Samsung                                                     |
| CPU          | ISA                    | ARMv8.2-A                                                                          | ARMv8.2-A                                                                           |                                                             |
| CPU          | Ancho de bits          | 64-bit                                                                             | 64-bit                                                                              |                                                             |
| CPU          | µarco                  | Octa-core: 2.8 GHz Cortex-X1 (2×) 2.25 GHz Cortex-A76 (2×) 1.8 GHz Cortex-A55 (4×) | Octa-core: 2.85 GHz Cortex-X1 (2×) 2.35 GHz Cortex-A78 (2×) 1.8 GHz Cortex-A55 (4×) | Nona-core: Cortex-X3 (1×) Cortex-A715 (4×) Cortex-A510 (4×) |
| CPU          | Seguridad              | TrustZone (Trusty OS)                                                              | TrustZone (Trusty OS)                                                               |                                                             |
| GPU          | µarco                  | Mali-G78 MP20                                                                      | Mali-G710 MP7                                                                       |                                                             |
| GPU          | Frecuencia             | 848 MHz                                                                            | ?                                                                                   |                                                             |
| RAM          | Tipo                   | LPDDR5                                                                             | LPDDR5                                                                              | LPDDR5X                                                     |
| RAM          | Ancho de bus           | 4×16-bit quad-channel                                                              | ?                                                                                   |                                                             |
| RAM          | Ancho de banda         | 51.2 GB/s                                                                          | ?                                                                                   |                                                             |
| ISP          | NPU                    | edgeTPU                                                                            | edgeTPU                                                                             |                                                             |
| ISP          | Tipo de almacenamiento | UFS 3.1                                                                            | UFS 3.1                                                                             |                                                             |
| Conectividad | Módem                  | Exynos 5123                                                                        | Exynos 5300                                                                         |                                                             |
| Conectividad | Inalámbrica            | Wi-Fi 6 y Wi-Fi 6E                                                                 | Wi-Fi 6 y Wi-Fi 6E                                                                  |                                                             |
| Conectividad | Inalámbrica            | Bluetooth 5.2                                                                      | Bluetooth 5.2                                                                       |                                                             |
| Conectividad | Navegación             | Dual-band GNSS                                                                     | Dual-band GNSS                                                                      |                                                             |

### G1 (original)
El chip Tensor de primera generación debutó en Pixel 6 y Pixel 6 Pro, que se anunciaron oficialmente en octubre de 2021 en el evento de lanzamiento de Pixel Fall. Posteriormente se reutilizó para el Pixel 6a, una variante de gama media de la serie Pixel 6 que se anunció en julio de 2022. A pesar de ser comercializado como desarrollado por Google, un examen minucioso reveló que el chip contiene numerosas similitudes con la serie Exynos de Samsung.

### G2
En octubre de 2021 se estaba desarrollando un chip Tensor de segunda generación, con el nombre en código «Cloudripper». En el discurso de apertura anual de Google I/O en julio de 2022, Google anunció que el chip debutaría en los teléfonos inteligentes Pixel 7 y Pixel 7 Pro, que se anunciaron oficialmente el 6 de octubre en el evento anual Made by Google. El chip se comercializa como «Google Tensor G2». El chip también se utilizó para alimentar el Pixel 7a, el teléfono inteligente plegable Pixel Fold y la tableta Pixel, que se presentó en mayo de 2023 durante la conferencia anual de E/S. Es el primer SoC de Android que no admite aplicaciones de 32 bits, sino que solo admite aplicaciones de 64 bits. 

### G3
Samsung había comenzado a probar Tensor G3 en agosto de 2022, con el nombre en código «Zuma» y se esperaba que debutara el año siguiente. 

### Futuro
The Information informó en julio de 2023 que Google había suspendido el desarrollo de Tensor G4, con nombre en código «Redondo», que debía lanzarse en 2024, debido a que el equipo de Google Silicon no cumplió con la fecha límite de 2022 para que comenzara la producción de prueba. En cambio, la compañía había iniciado el desarrollo de Tensor G5, con nombre en código «Laguna», que iba a ser diseñado completamente internamente, fabricado por TSMC en lugar de Samsung y construido sobre el proceso de 3 nm de TSMC.  

## Recepción
En el lanzamiento, Tensor fue bien recibido. Philip Michaels de Tom's Guide elogió las funciones basadas en Tensor y las mejoras de video de Pixel 6 y Pixel 6 Pro, al igual que Marques Brownlee y Julian Chokkattu de Wired. La colega de Chokkattu, Lily Hay Newman, también destacó las capacidades de seguridad del chip, declarándolas el punto de venta más fuerte de Tensor. Jacon Krol de CNN Underscored escribió que Tensor ofrecía «algunos de los rendimientos más fluidos y rápidos» en un teléfono inteligente, aunque Jimmy Westenberg de Android Authority se mostró ambivalente. Ryne Hager de Android Police pensó que el rendimiento del chip era aceptable para el usuario cotidiano, pero estaba decepcionado de que Google no ofreciera más años de actualizaciones de Android dado que ya no estaba sujeto a los términos contractuales de Qualcomm. El crítico de TechRadar, James Peckham, elogió a Tensor como una «característica destacada», aunque su colega David Lumb describió el rendimiento del chip como «fuerte pero no líder en su clase». 